# Sipah-e-Sahaba Pakistan
I Sipah-e-Sahaba Pakistan sono un'organizzazione militare pakistana di stampo Deobandi, ufficialmente riconosciuta anche come partito politico, nata nei primi anni 80 del ventesimo secolo nel distretto di Jhang ad opera di Haq Nawaz Jhangvi. Il suo principale scopo è quello di prevenire l'influenza musulmana sciita in Pakistan all'indomani della rivoluzione iraniana. L'organizzazione è stata bandita dal presidente Pervez Musharraf nel 2002 in quanto organizzazione terroristica come riportato nell'Anti-Terrorism Act pakistano del 1997. Nel marzo 2012, il governo del Pakistan ha bandito l'organizzazione Sipah-e-Sahaba di nuovo. Si tratta principalmente di un'organizzazione terroristica indirizzata contro la comunità musulmana sciita in Pakistan.

## Storia
Haq Nawaz Jhangvi, Zia-ur-Rehman Farooqi, Eesar-ul-Haq Qasmi e Azam Tariq, formarono il movimento Sipah-e-Sahaba nel 1985 originariamente con il nome di Anjuman Sipah-e-Sahaba.
Un leader dei Sipah-e-Sahaba fu un ministro nel governo di coalizione in Punjab nel 1993, grazie a ciò il gruppo ottenne dei seggi nella Pakistan National Assembly.
Quando Jhangvi fu assassinato nel 1990, Zia-ur Rehman Farooqi ottenne il comando dell'organizzazione. Farooqi morì in seguito ad un'esplosione il 19 gennaio 1997 a Lahore. Dopo la morte di quest'ultimo, Azam Tariq guidò il gruppo fino all'ottobre 2003, quando fu assassinato insieme a quattro altri suoi compagni.